# Steven Horsford

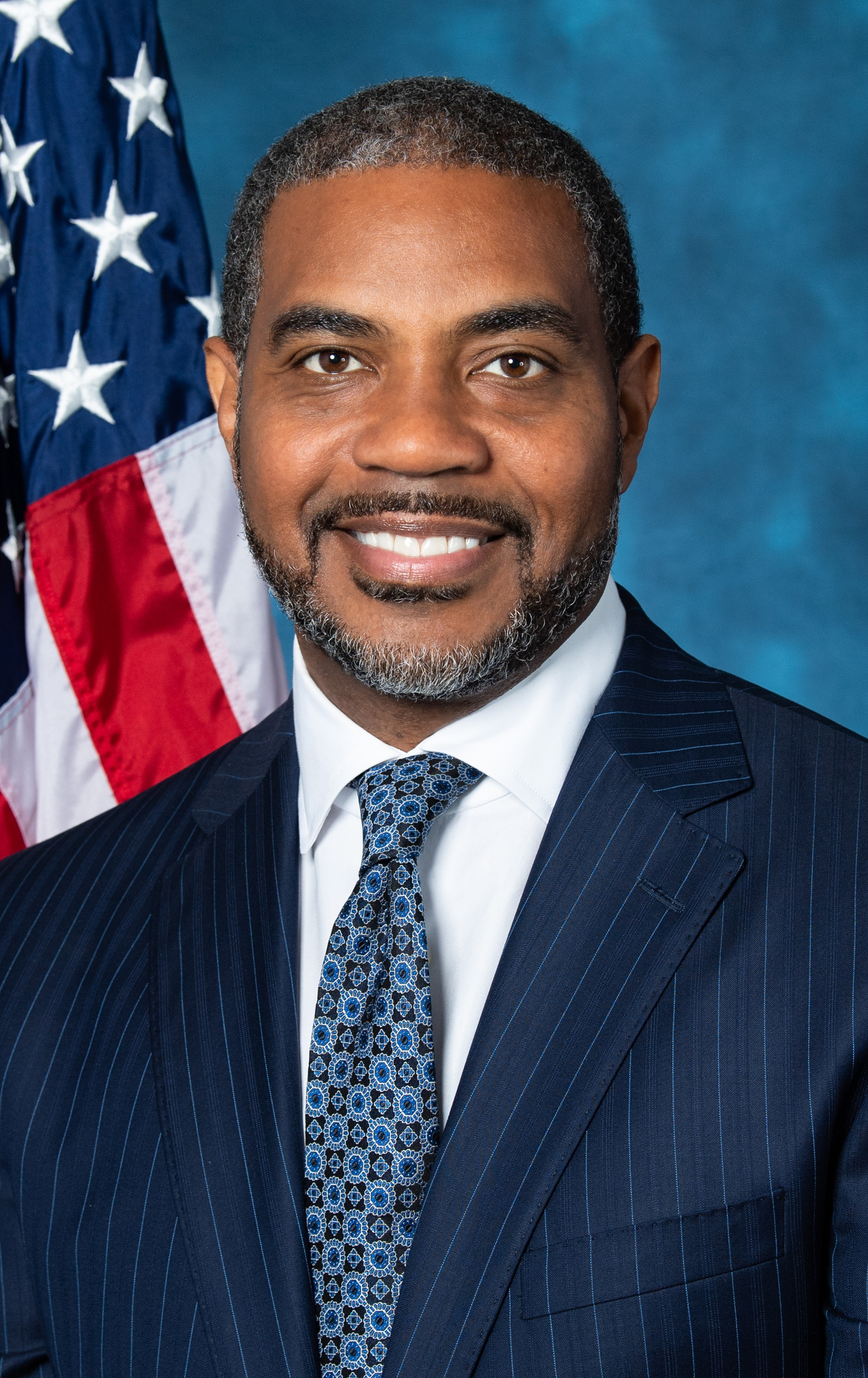
Steven Horsford (2019)

Steven Alexander Horsford (* 29. April 1973 in Las Vegas, Nevada) ist ein amerikanischer Politiker der Demokratischen Partei. Von 2013 bis 2015 vertrat er den vierten Distrikt des Bundesstaats Nevada im US-Repräsentantenhaus und vertritt ihn seit 2019 erneut.

## Familie, Ausbildung und Beruf
Steven Horsfords Großmutter wanderte aus Trinidad und Tobago in die Vereinigten Staaten ein, wo sie Arbeit als Hausangestellte suchte; seine damals jugendliche Mutter begleitete sie. Horsford begann mit zehn Jahren, sich um seine jüngeren Geschwister zu kümmern, da seine Mutter an Suchtproblemen litt und seine Großmutter nach einer Lähmung ständiger medizinischer Pflege bedurfte. Die Familie hatte Geldprobleme und zog häufig um. Als er 19 Jahre alt war, wurde sein Vater bei einem mit Drogen verbundenen Vorfall erschossen. Steven Horsford besuchte die Clark High School in Las Vegas und arbeitete währenddessen bei Pizza Hut und in einem Tierheim. Anschließend studierte er an der University of Nevada in Reno Politikwissenschaft und Kommunikationslehre, schloss allerdings zunächst nicht ab, da er sich wieder um seine Geschwister kümmerte. Erst im Dezember 2014 graduierte er.
Von 2001 bis 2012 war er CEO der Culinary Training Academy, die Auszubildende an Gastronomiebetriebe in Las Vegas vermittelt und die Beziehungen zwischen Arbeitgebern und Gewerkschaften verbessert, und arbeitete 2001 bis 2008 für die Nonprofit-Organisation Nevada Partners. Zwischen 2000 und 2004 arbeitete er für das Southern Nevada Investment Board. Dieser Ausschuss arbeitet daran, die Beschäftigungsrate im südlichen Nevada zu erhöhen. Er war zeitweilig auch Vertreter beim Democratic National Committee und gehörte dem Democratic Legislative Campaign Committee an, das Spenden für Wahlkämpfe sammelt. Nach seiner Wahlniederlage 2015 blieb Horsford in Washington, D.C. und arbeitete dort für das diversity management der Politikberatungsfirma R & R Partners sowie in der von ihm gegründeten Firma Resources+, die sich für die Diversifizierung auf dem Arbeitsmarkt einsetzt.
Horsford ist seit dem Jahr 2000 mit der Hochschulprofessorin Sonya Horsford (geb. Kaye Douglass) verheiratet, mit der er drei Kinder hat. Seine Familie lebt in Arlington bei Washington, er zog aber vor der Wahl 2018 zurück nach Nevada, wo weitere Familienangehörige wohnen.

## Politische Laufbahn
Zwischen 2004 und 2012 gehörte Horsford dem Senat von Nevada für dessen vierten Kongresswahlbezirk an, der das demographisch und ökonomisch diverseste Gebiet Nevadas umfasst. Ab 2009 führte er dort die demokratische Fraktion als erster afroamerikanischer und jüngster Vorsitzender. Er war auch Mitglied in drei Ausschüssen, darunter der Finanz- und der Steuerausschuss. Im Staatssenat setzte er eine Förderung von Arbeitsplätzen bei erneuerbaren Energien und Steueranreize für Unternehmen, hochbezahlte Arbeitsplätze zu schaffen, durch sowie strengere Regeln für den Bergbau und eine verpflichtende Mediation vor Zwangsversteigerungen von Immobilien. Er sprach sich gegen geplante Einschnitte bei Medicaid und den Haushaltsentwurf des republikanischen Gouverneurs Brian Sandoval 2012 aus. Im Jahr 2008 unterstützte er den erfolgreichen Präsidentschaftswahlkampf von Barack Obama als einer der Chairs der Wahlkampagne in Nevada.
Bei der Wahl 2012 wurde Horsford im neu eingerichteten vierten Kongresswahlbezirk Nevadas in das US-Repräsentantenhaus in Washington, D.C. gewählt. Der Bezirk verbindet das ländliche, republikanisch geneigte Zentrum des Staates mit dem Norden des Clark County, in dem 80 Prozent der Einwohner des Kongresswahlbezirks wohnen und die stark zu den Demokraten tendieren. Insgesamt ist der Bezirk strukturell leicht zu den Demokraten geneigt (Cook Partisan Voting Index für den 115. Kongress: D+3). Horsford trat sein Mandat am 3. Januar 2013 als erster Afroamerikaner an, der Nevada im Kongress vertreten hat. Bei der Wahl hatte er sich mit 50 Prozent der Wählerstimmen gegen den Republikaner Danny Tarkanian (42 Prozent) durchgesetzt. Er gehörte unter anderem dem Ausschuss für innere Sicherheit an, arbeitete an einer grundlegenden Reform der Einwanderungspolitik und setzte sich für erhöhte Leistungen für Arbeitslose ein. Bei der folgenden Wahl 2014 verlor er gegen den Republikaner Cresent Hardy mit 45 gegenüber 48,5 Prozent der Stimmen und schied daher am 3. Januar 2015 wieder auf dem Kongress aus. Im Wahlkampf war Horsford wegen seiner Nähe zu Präsident Obama kritisiert worden, der insbesondere im ländlichen Raum unbeliebt war.
Nachdem der Demokrat Ruben Kihuen, der Horsfords früheres Mandat seit 2017 innehatte, sich wegen angeblicher sexueller Belästigung nicht der Wiederwahl 2018 gestellt hatte, gab Horsford im Januar 2018 bekannt, sich um die Nominierung der Demokraten für die Wahl im 4. Kongresswahlbezirk 2018 zu bemühen. Horsford nannte seine Frustration mit Präsident Donald Trump und die Rückabwicklung vieler Projekte und Entscheidungen Barack Obamas als einen Beweggrund. Er gewann die Vorwahl der Demokraten am 12. Juni 2018 mit 61,7 Prozent der Stimmen und trat bei der Hauptwahl im November 2018 wiederum gegen den Republikaner Cresent Hardy an, der ihn 2014 geschlagen hatte. Politische Beobachter sahen bei dieser Halbzeitwahl in Donald Trumps Präsidentschaft Vorteile für Horsford, der von Barack Obama unterstützt wurde. Er gewann die Wahl mit 52,0 zu 43,7 Prozent und gut 19.000 Stimmen Vorsprung. Im Wahlkampf hatte Hardy die Stärkung der nationalen Sicherheit und der Transportinfrastruktur betont, während Horsford Verbesserungen bei der Bildung und eine erschwingliche Krankenversicherung in den Mittelpunkt gestellt hatte.
Horsford trat sein Mandat im Repräsentantenhaus am 3. Januar 2019 an. In der Wahl 2020 trat er gegen Jim Marchant von den Republikanern sowie zwei weitere Kandidaten an. Er konnte die Wahl mit rund 6 % Vorsprung auf den republikanischen Kandidaten gewinnen. Die Primary (Vorwahl) seiner Partei für die Wahlen 2022 wurde aus Mangel an Gegenkandidaten abgesagt und Horsford zum erneuten Kandidaten bestimmt. Er trat am 8. November 2022 gegen Sam Peters von der Republikanischen Partei an und gewann mit 52,4 %. Bei der nächsten Wahl 2024 gewann er die Vorwahl mit 89,5 % und die Hauptwahl gegen den Republikaner John Lee mit 52,7 %. Damit kann er sein Amt bis heute ausüben. Seine aktuelle Legislaturperiode im Repräsentantenhaus des 119. Kongresses läuft noch bis zum 3. Januar 2027.

### Ausschüsse
Er ist aktuell Mitglied in folgenden Ausschüssen des Repräsentantenhauses:
- Committee on Armed Services
  - Military Personnel
  - Tactical Air and Land Forces
- Committee on Financial Services
  - Housing and Insurance
  - Oversight and Investigations

Außerdem ist Horsford auch Mitglied im Congressional Black Caucus sowie in 8 weiteren Caucuses.

## Positionen
Horsford vertritt eher linksliberale Positionen („liberal“), die weitgehend der Parteilinie entsprechen, aber keine genuin linke Politik. So unterstützt er bei Schwangerschaftsabbrüchen die Wahlfreiheit von Frauen (Pro-Choice, Roe v. Wade) und setzt sich gegen das von Republikanern geforderte Ende der Finanzierung von Planned Parenthood ein, unterstützt aber das Hyde Amendment. In der Bildungspolitik kämpfte er gegen Kürzungen im Haushalt und setzte sich für erschwingliche Collegegebühren ein, forderte aber anders als etwa Bernie Sanders keine vollständige Gebührenfreiheit. Er sprach sich auch gegen eine von vielen Linken geforderte allgemeine staatliche Krankenversicherung aus (single payer), aber für eine Ausweitung bezahlbarer Gesundheitsversorgung für möglichst viele Menschen. In der Einwanderungspolitik setzt sich Horsford für eine umfassende Reform ein, will illegal als Kindern Eingewanderten den Weg zur Staatsbürgerschaft ermöglichen (Deferred Action for Childhood Arrivals) und spricht sich wegen der Kosten gegen den Bau einer Grenzmauer nach Mexiko aus. Er hat sich für die Einleitung eines Amtsenthebungsverfahrens gegen Präsident Trump ausgesprochen.

## Belege
1. ↑  Steven Horsford. In: Biography by LegiStorm. Abgerufen am 25. September 2022 (englisch).
2. ↑  HORSFORD, Steven. In: Biographical Directory of the United States Congress. Abgerufen am 25. September 2022 (englisch).
3. 1 2  Representative Steven Horsford. In: Library of Congress. Abgerufen am 20. Juli 2024 (englisch).
4. 1 2 3 4  Victoria Bishop: Horsford, Steven A. (1973–). In: Black Past
5. ↑  Blake Neff: Horsford overcomes hurdles to reach Hill. In: The Hill, 18. November 2013
6. 1 2  Michelle Rindels: On the Record: The policy positions of congressional candidate Steven Horsford. In: The Nevada Independent, 4. Februar 2018.
7. 1 2  Catherine Cole: Former Congressman Steven Horsford Enters Partnership with R&R Partners in Washington, D.C. In: rrpartnersblog.com. 20. März 2015, abgerufen am 20. Juli 2024 (englisch).
8. 1 2 3 4  Michelle Rindels: Former Democratic Rep. Steven Horsford announces run for his old House seat. In: The Nevada Independent, 25. Januar 2018.
9. 1 2 3  Bill Dentzer: Horsford beats Hardy in rematch for Nevada’s 4th Congressional District. In: Las Vegas Review-Journal, 7. November 2018
10. ↑  Reid Wilson: Why a Nevada congressional candidate is paying for his opponent’s advertising. In: The Washington Post, 31. Oktober 2014.
11. ↑  Ramona Giwargis: Rematch appears set for Horsford, Hardy in Nevada’s CD4. In: Las Vegas Review-Journal, 12. Juni 2018
12. ↑  Steven Horsford, Cresent Hardy win Nevada 4th Congressional District primaries. In: The Washington Post, 8. August 2018.
13. ↑  2018 Midterm Election Forecast: Nevada 4th. In: FiveThirtyEight.
14. ↑  Obama endorses Nevada Democrats Rosen, Lee and Horsford. In: Associated Press, 1. August 2018.
15. ↑  Wahlergebnis bei Our Campaigns.
16. ↑  Steven Horsford. In: Ballotpedia. Abgerufen am 20. Juli 2024 (englisch).
17. ↑  Nevada 4th Congressional District Primary Election Results, The New York Times vom 27. Juni 2024
18. ↑  Nevada Fourth Congressional District Election Results, The New York Times vom 2. Dezember 2024
19. ↑  Steven Horsford. In: Office of the Clerk, U.S. House of Representatives. Abgerufen am 20. Juli 2024 (englisch).
20. ↑  Committees and Caucuses. In: U.S. House of Representatives. Abgerufen am 25. September 2022 (englisch).

| Personendaten    | Personendaten                                      |
| ---------------- | -------------------------------------------------- |
| NAME             | Horsford, Steven                                   |
| ALTERNATIVNAMEN  | Horsford, Steven Alexander (vollständiger Name)    |
| KURZBESCHREIBUNG | amerikanischer Politiker der Demokratischen Partei |
| GEBURTSDATUM     | 29. April 1973                                     |
| GEBURTSORT       | Las Vegas, Nevada                                  |